# Tanaostigma gahani
Tanaostigma gahani is een vliesvleugelig insect uit de familie Tanaostigmatidae. De wetenschappelijke naam is voor het eerst geldig gepubliceerd in 1942 door Gomes.